# Camino Real del Oeste
El Camino Real del Oeste, también denominado Camino Real hacia el Oeste o De los Correos, fue la principal vía terrestre que, durante la época colonial, unió la ciudad de Buenos Aires con Santiago de Chile, pasando por la región de Cuyo —a través de las actuales provincias de Buenos Aires, Santa Fe, Córdoba, San Luis y Mendoza.

## Historia
El Camino Real del Oeste fue instituido en 1663 por orden del capitán general José Martínez de Salazar, presidente de la Real Audiencia de Buenos Aires, como una de las dos rutas principales destinadas a comunicar el puerto de Buenos Aires con los dominios del Alto Perú y el Pacífico, junto al Camino Real del Perú (itinerario similar a la actual Ruta Nacional 9).
Durante el siglo XVII se establecieron postas cada 50–100 km para el relevo de caballos y la atención de viajeros. En época de lluvias, el camino se volvía frecuentemente intransitable. Un viaje promedio desde la ciudad de Mendoza hasta Santiago de Chile demoraba ocho días; a Córdoba, unos veinte días; y llegar a Buenos Aires, hasta 45 días.
Con la llegada del ferrocarril a mediados del siglo XIX y la creación de la Dirección Nacional de Vialidad en 1932, el Camino Real del Oeste perdió gradualmente su función original y fue reemplazado por rutas pavimentadas y líneas férreas de mayor rapidez y capacidad.

## Recorrido
El trazado original partía de la actual Avenida Rivadavia en la ciudad de Buenos Aires y atravesaba sucesivamente:
- Provincia de Buenos Aires
- Provincia de Santa Fe
- Provincia de Córdoba, donde en Capilla de Dolores se bifurcaba hacia San Luis y Mendoza.
- Provincias de San Luis y Mendoza, hasta alcanzar el Portal del Cristo Redentor en la frontera con Chile.

En su trayecto se encontraban postas históricas como la Posta de Sinsacate y la Posta de Barranca Yaco.

## Importancia
Como eje de comunicación del Virreinato del Río de la Plata, facilitó el intercambio de productos agrícolas, ganaderos y minerales entre el interior y el Pacífico, así como el tránsito militar durante las campañas de independencia. Además, impulsó el poblamiento de la región de Cuyo y el establecimiento de asentamientos a lo largo de su trazado.

## Estado actual
La mayor parte de la traza original se ha perdido o transformado. Sin embargo, gran parte de su recorrido coincide hoy con la Ruta Nacional 7, conocida como Carretera Libertador General San Martín, una arteria de más de 1.200 km que une Buenos Aires con la frontera chilena en Mendoza, con un elevado flujo de transporte.